# Scrophularia spicata
Scrophularia spicata är en flenörtsväxtart som beskrevs av Adrien René Franchet. Scrophularia spicata ingår i släktet flenörter, och familjen flenörtsväxter. Inga underarter finns listade i Catalogue of Life.